# C'est tout
C'est tout est un recueil de Marguerite Duras paru le 5 octobre 1995 aux éditions P.O.L.. Les propos ont été recueillis par Yann Andréa, le dernier compagnon de Marguerite Duras. Il est inclus dans le livre en tant que poseur de questions.

## Résumé
C'est Tout est une sélection de paroles de Marguerite Duras alors qu'elle était malade entre novembre 1994 et février 1996

## Éditions
- C'est tout, Éditions P.O.L, 1995 (édition définitive, 1999)  (ISBN 2867444926).